# Colégio Nossa Senhora do Rosário (Curitiba)
O Colégio Nossa Senhora do Rosário é um colégio particular localizado no bairro Bacacheri da cidade de Curitiba. Foi fundado em 1958 e possui valores anastasiano-dominicanos.

## Níveis de ensino
- Educação Infantil
- Ensino Fundamental
- Ensino Médio

É a única escola do bairro que possui todos esses níveis.

## Dados Notáveis
Ficou na 17º posição na lista de melhores escolas do Paraná por nota de redação do ENEM. Foi um dos cinco colégios de Curitiba que apareceu entre os 25 melhores do ranking.
Possui um forte time de karatê, com primeiros lugares na Gimnasíada e nos Jogos Escolares Brasileiros (JEB's).